# Peckhamia scorpionia
Peckhamia scorpionia är en spindelart som först beskrevs av Nicholas Marcellus Hentz 1846.  Peckhamia scorpionia ingår i släktet Peckhamia och familjen hoppspindlar. Inga underarter finns listade i Catalogue of Life.